# Magyarország a 2010-es rövid pályás úszó-világbajnokságon
Magyarország az Egyesült Arab Emírségekbeli Dubajban megrendezett 2010-es rövid pályás úszó-világbajnokság egyik részt vevő nemzete volt.

## Érmesek
| Érem      | Versenyző      | Versenyszám    | Dátum        |
| --------- | -------------- | -------------- | ------------ |
| Ezüstérem | Gyurta Dániel  | 200 m mell     | december 17. |
| Bronzérem | Cseh László    | 200 m pillangó | december 19. |
| Bronzérem | Gyurta Gergely | 1500 m gyors   | december 19. |

## Eredmények
Férfi
| Versenyző       | Versenyszám    | Előfutam | Előfutam | Előfutam | Elődöntő | Elődöntő | Elődöntő | Döntő    | Döntő    |
| Versenyző       | Versenyszám    | Idő      | Hely.    | Össz.    | Idő      | Hely.    | Össz.    | Idő      | Helyezés |
| --------------- | -------------- | -------- | -------- | -------- | -------- | -------- | -------- | -------- | -------- |
| Cseh László     | 100 m pillangó | 51,51    | 1.       | 16.      | 51,29    | 6.       | 11.      | kiesett  | kiesett  |
| Cseh László     | 200 m pillangó | 1:52,81  | 1.       | 1.       |          |          |          | 1:51,67  |          |
| Cseh László     | 200 m vegyes   | 1:44,47  | 3.       | 10.      |          |          |          | kiesett  | kiesett  |
| Cseh László     | 400 m vegyes   | 4:04,44  | 1.       | 6.       |          |          |          | 4:04,93  | 6.       |
| Gyurta Dániel   | 100 m mell     | 58,31    | 2.       | 5.       | 57,84    | 5.       | 5.       | 58,16    | 6.       |
| Gyurta Dániel   | 200 m mell     | 2:04,46  | 1.       | 1.       |          |          |          | 2:03,47  |          |
| Gyurta Gergely  | 400 m gyors    | 3:45,19  | 6.       | 15.      |          |          |          | kiesett  | kiesett  |
| Gyurta Gergely  | 1500 m gyors   |          |          |          |          |          |          | 14:31,47 |          |
| Verrasztó Dávid | 100 m pillangó | 54,61    | 2.       | 54.      | kiesett  | kiesett  | kiesett  | kiesett  | kiesett  |
| Verrasztó Dávid | 200 m pillangó | 1:55,06  | 7.       | 19.      |          |          |          | kiesett  | kiesett  |
| Verrasztó Dávid | 200 m vegyes   | 1:56,29  | 6.       | 16.      |          |          |          | kiesett  | kiesett  |
| Verrasztó Dávid | 400 m vegyes   | 4:04,11  | 2.       | 7.       |          |          |          | 4:02,73  | 4.       |

Női
| Versenyző                                                | Versenyszám     | Előfutam     | Előfutam     | Előfutam     | Elődöntő | Elődöntő | Elődöntő | Döntő   | Döntő    |
| Versenyző                                                | Versenyszám     | Idő          | Hely.        | Össz.        | Idő      | Hely.    | Össz.    | Idő     | Helyezés |
| -------------------------------------------------------- | --------------- | ------------ | ------------ | ------------ | -------- | -------- | -------- | ------- | -------- |
| Dara Eszter                                              | 50 m pillangó   | 26,81        | 7.           | 23.          | kiesett  | kiesett  | kiesett  | kiesett | kiesett  |
| Dara Eszter                                              | 100 m pillangó  | 58,68        | 5.           | 19.          | kiesett  | kiesett  | kiesett  | kiesett | kiesett  |
| Hosszú Katinka                                           | 200 m pillangó  | 2:04,56      | 1.           | 1.           |          |          |          | 2:04,68 | 4.       |
| Hosszú Katinka                                           | 200 m vegyes    | 2:09,01      | 1.           | 5.           |          |          |          | 2:06,88 | 4.       |
| Jakabos Zsuzsanna                                        | 200 m hát       | 2:06,50      | 4.           | 8.           |          |          |          | 2:06,74 | 8.       |
| Jakabos Zsuzsanna                                        | 100 m pillangó  | 58,82        | 6.           | 22.          | kiesett  | kiesett  | kiesett  | kiesett | kiesett  |
| Jakabos Zsuzsanna                                        | 400 m vegyes    | 4:30,92      | 1.           | 1.           |          |          |          | 4:30,44 | 5.       |
| Mutina Ágnes                                             | 200 m gyors     | 1:55,85      | 3.           | 12.          |          |          |          | kiesett | kiesett  |
| Mutina Ágnes                                             | 400 m gyors     | visszalépett | visszalépett | visszalépett |          |          |          | kiesett | kiesett  |
| Verrasztó Evelyn                                         | 200 m gyors     | 1:55,29      | 3.           | 6.           |          |          |          | 1:55,06 | 6.       |
| Verrasztó Evelyn                                         | 100 m vegyes    | 1:00,01      | 1.           | 2.           | 59,86    | 3.       | 7.       | 1:00,19 | 6.       |
| Verrasztó Evelyn                                         | 200 m vegyes    | 2:08,19      | 2.           | 2.           |          |          |          | 2:07,81 | 5.       |
| Verrasztó Evelyn Mutina Ágnes Hosszú Katinka Dara Eszter | 4 × 200 m gyors | 7:46,33      | 3.           | 5.           |          |          |          | 7:47,70 | 7.       |

Férfi 1500 méter gyorson nem rendeznek döntőt. A helyezések az időfutamokban elért eredmények alapján dőltek el.